# Creeting All Saints
Creeting All Saints var en civil parish fram till 1884 när den uppgick i civil parish Creeting St Mary, i grevskapet Suffolk i England. Civil parish var belägen 5 km från Stowmarket och hade 300 invånare år 1881.